# Elmhurst (Illinois)
Elmhurst je grad u američkoj saveznoj državi Ilinois. Prema popisu stanovništva iz 2010. u njemu je živjelo 44.121 stanovnika.